# Camariñas
Camariñas es un municipio español perteneciente a la provincia de La Coruña y la comarca de Comarca de Tierra de Soneira de la Costa de la Muerte, en la comunidad autónoma de Galicia. Está situado en una península junto a la Ría de Camariñas, siendo limítrofe con el ayuntamiento de Vimianzo.

## Geografía
Coordenadas geográficas de Camariñas: Latitud: 43.1286, Longitud: -9.18493 - 43° 7′ 43″ Norte, 9° 11′ 6″ Oeste. Superficie de Camariñas: 5.160 hectáreas o 51,60 km². Altitud de Camariñas: 10 m.
Clima de Camariñas: Clima atlántico (Clasificación climática de Köppen: Csb). En Camariñas, los veranos son templados; los inviernos son largos, fríos, mojados y ventosos y está parcialmente nublado durante todo el año. La temperatura generalmente varía de 9 °C a 21 °C y rara vez baja a menos de 5 °C o sube a más de 24 °C. Llueve durante todo el año en Camariñas. El mes con más lluvia en Camariñas es diciembre, con un promedio de 142 milímetros de lluvia. El mes con menos lluvia en Camariñas es julio, con un promedio de 20 milímetros de lluvia.

## Población
Según el INE de 2008, la población de Camariñas era de 6.207 habitantes.
Sus fiestas, el 16 de julio, atraen a muchos turistas y gente del pueblo que por cuestiones de trabajo están emigrados en otras épocas del año.
Además de la propia Camariñas, el municipio posee otras tres parroquias, Camelle, Ponte do Porto, y Xaviña, siendo la primera un puerto pesquero y la segunda un pueblo comercial. Las actuales localidades de Camelle y Arou fueron probablemente emplazamientos vikingos durante la Edad Media.

## Geografía humana

### Demografía
Cuenta con una población de 5098 habitantes (INE 2024).
| Gráfica de evolución demográfica de Camariñas entre 1842 y 2021                                                       |
| |
| Población de derecho según los censos de población del INE. Población de hecho según los censos de población del INE. |

## Economía

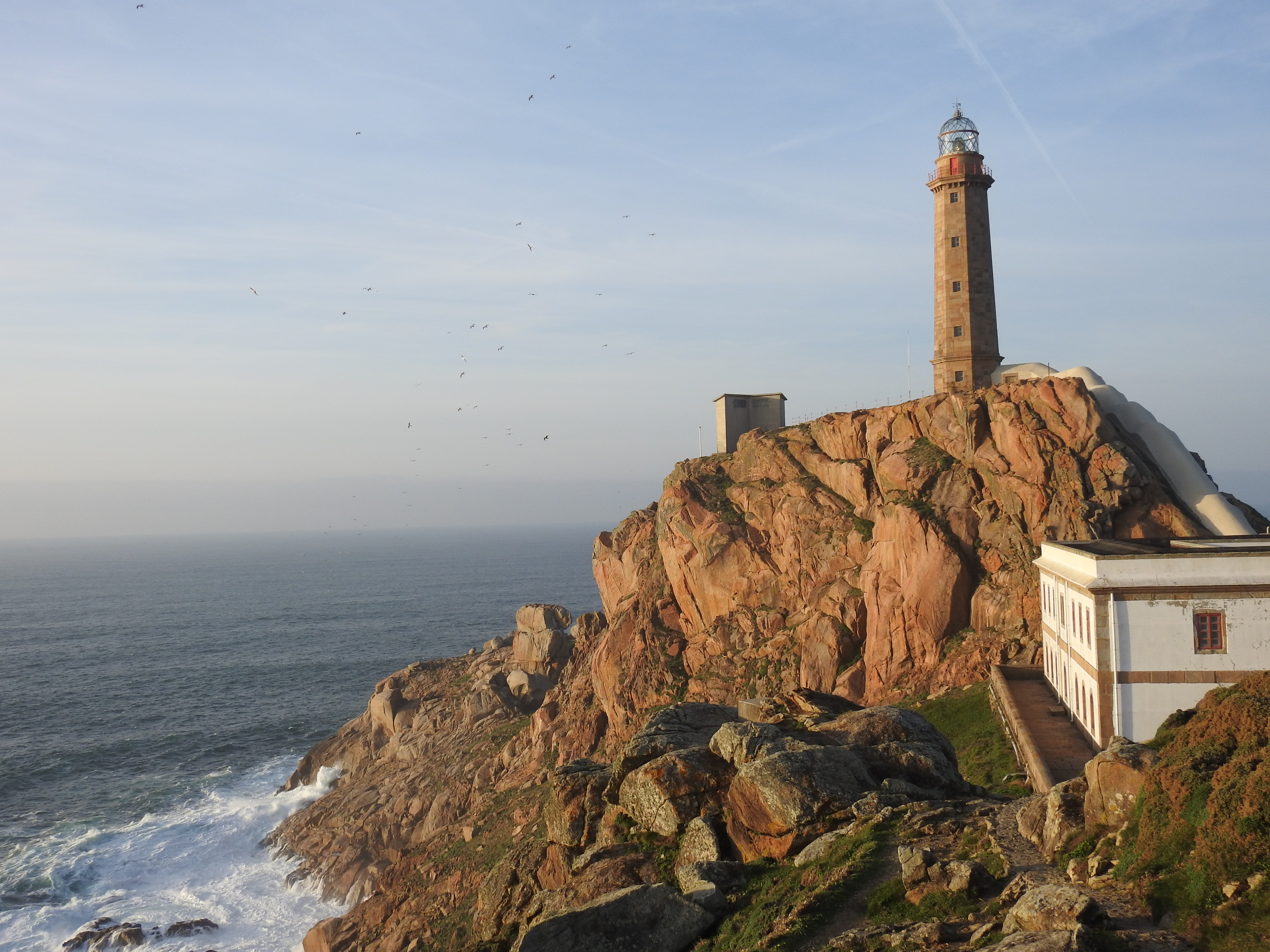
Faro del cabo Villano.

En la actualidad, la pesca, el marisqueo y el turismo son su principal fuente de riqueza. Existen así mismo diversas industrias del sector alimentario,tales como Industrias Cerdeimar, el procesado del Pulpo "de Camariñas" y una piscifactoria de pez plano en la zona entre el Cabo Villano y la Virxe do Monte.

## Cultura
Camariñas es referente internacional en el oficio textil del encaje de bolillos.
En el rompeolas del pueblo de Camelle el alemán Manfred Gnädinger creó una casa-escultura que, decorada con sus obras artísticas reflejaba su relación con el mar. Tras el fallecimiento del artista (relacionado con la contaminación por derrame de petróleo), una Fundación cuida su legado

## Parroquias
Parroquias que forman parte del municipio:
- Camariñas (San Jorge)[9]
- Camelle (San Pedro)[9]
- Javiña[7]
- Puente del Puerto[7]